# Бразильско-пакистанские отношения
Бразильско-пакистанские отношения — двусторонние отношения между Бразилией и Пакистаном. Дипломатические отношения между странами были установлены в 1947 году.

## История
В 2008 году Бразилия одобрила продажу 100 MAR-1 (противорадиолокационная ракета) в Пакистан несмотря на давление Индии. Министр обороны Бразилии Нельсон Джобим назвал эти ракеты очень эффективным способом контроля полётов военных самолётов и заявил, что сделка с Пакистаном стоила 85 миллионов евро (167 600 000 долларов США). В ответ на реакцию Индии он сказал, что Бразилия ведёт переговоры с Пакистаном, а не с террористами и чтобы отменить эту сделку нужно доказать причастность к террористической деятельности пакистанского правительства.
В 2013 году британская медиакорпорация Би-би-си заявила, что 5 % бразильцев оценивают политику Пакистана положительно, а 63 % выражают негативное мнение. 27 % пакистанцев оценивают политику Бразилии позитивно, а 26 % — негативно.